# Serhij Warlamow
Serhij Wolodymyrowytsch Warlamow (ukrainisch Сергій Володимирович Варламов, russisch Сергей Владимирович Варламов/Sergei Wladimirowitsch Warlamow; * 21. Juli 1978 in Kiew, Ukrainische SSR) ist ein ehemaliger ukrainischer Eishockeyspieler, der zuletzt bis 2016 beim HK Donbass Donezk aus der ukrainischen Eishockeyliga unter Vertrag stand.

## Karriere
Serhij Warlamow begann seine Karriere als Eishockeyspieler bei den Nelson Maple Leafs, für die er in einer unterklassigen kanadischen Juniorenliga spielte. Beim CHL Import Draft 1995 zogen ihn die Prince Albert Raiders in der 1. Runde als insgesamt 41. Spieler. Sie gaben ihn aber umgehend an die Swift Current Broncos ab, für die er von 1995 bis 1998 in der Western Hockey League aktiv war. In seiner letzten Juniorensaison war er Torschützenkönig der WHL und wurde sowohl in der WHL als auch Ligenübergreifend in der CHL zum Spieler des Jahres und Mitglied des All-Star-Teams gewählt. In seiner Zeit bei den Broncos wurde er am 18. September 1996 als Free Agent von den Calgary Flames unter Vertrag genommen, wobei der Ukrainer in den fünf Jahren im Franchise Calgarys nur acht Mal in der National Hockey League auf dem Eis stand. Stattdessen spielte er für deren Farmteam aus der American Hockey League, die Saint John Flames, mit denen er in der Saison 2000/01 den Calder Cup gewann. Von 2001 bis 2004 spielte der Angreifer für die St. Louis Blues, absolvierte jedoch ebenfalls überwiegend Spiele für deren AHL-Farmteam, die Worcester IceCats.
Anschließend kehrte Warlamow nach Europa zurück, wo er die Saison 2004/05 bei Ak Bars Kasan aus der russischen Superliga begann. Anschließend verbrachte er drei Jahre bei deren Ligarivalen HK Sibir Nowosibirsk, ehe er im Sommer 2008 von Sewerstal Tscherepowez aus der neu gegründeten Kontinentalen Hockey-Liga (KHL) unter Vertrag genommen wurde. Im Laufe der Saison verließ Warlamow Tscherepowez, um für SKA Sankt Petersburg zu spielen – allerdings absolvierte er nur acht Spiele für SKA in der KHL. Zudem kam er zu zwei Einsätzen in der Wysschaja Liga beim HK WMF Sankt Petersburg. Vor der Spielzeit 2009/10 wurde er vom HK Sokol Kiew unter Vertrag genommen, für den er in 22 Partien in der Extraliga belarussischen Extraliga auf dem Eis stand. Im Dezember 2009 wurde er vom HK Dinamo Minsk verpflichtet.
Im Juni 2010 erhielt Warlamow einen Vertrag beim neuen ukrainischen KHL-Klub, dem HK Budiwelnik Kiew. Da dieser den Spielbetrieb nicht aufnahm, kehrte Warlamow zu Dinamo Minsk zurück. Ab Mai 2011 stand er beim HK Donbass Donezk aus der Wysschaja Hockey-Liga unter Vertrag. 2012 wurde der Klub in die KHL aufgenommen und Warlamow absolvierte bis zum Ende der Saison 2013/14 über 100 KHL-Partien für Donbass. Zudem gewann er mit dem Klub 2013 den IIHF Continental Cup und mit der zweiten Mannschaft des Klubs 2013 die ukrainische Meisterschaft. Nachdem sich Donbass aufgrund des Krieges in der Ostukraine aus der KHL zurückziehen musste, pausierte er in der Spielzeit 2014/15 und nahm in der Saison 2015/16 mit seinem Klub an der ukrainischen Eishockeyliga teil. Nach dem dort 2016 der Titelgewinn gelang, beendete er seine Karriere.

### International
Für die Ukraine nahm Warlamow an den Weltmeisterschaften der Top-Division 2000, 2003, 2004 und 2005 teil. 2008, 2009, 2010, 2013, 2014 und 2015 spielte er in der Division I. Des Weiteren stand er im Aufgebot der Ukraine bei den Olympischen Winterspielen 2002 in Salt Lake City sowie bei den Qualifikationsturnieren zu den Olympischen Winterspielen 2010 in Vancouver und 2014 in Sotschi.

## Erfolge und Auszeichnungen
| - 1998 WHL East First All-Star Team - 1998 Bob Clarke Trophy - 1998 Four Broncos Memorial Trophy - 1998 CHL First All-Star Team - 1998 CHL Player of the Year - 2001 Calder-Cup-Gewinn mit den Saint John Flames - 2003 Teilnahme am AHL All-Star Classic | - 2009 Spengler-Cup-Gewinn mit dem HK Dinamo Minsk - 2009 Topscorer des Spengler Cups - 2009 All-Star-Team des Spengler Cups - 2013 IIHF-Continental-Cup-Gewinn mit dem HK Donbass Donezk - 2013 Ukrainischer Meister mit dem HK Donbass Donezk II - 2016 Ukrainischer Meister mit dem HK Donbass Donezk |

### International
- 2013 Aufstieg in die Division I, Gruppe A bei der Weltmeisterschaft der Division I, Gruppe B

## Statistik
(Stand: Ende der Saison 2013/14)